# Шибани
 Шибани  — деревня в Кирово-Чепецком районе Кировской области в составе Фатеевского сельского поселения.

## География
Расположена на расстоянии примерно 14 км на юг по прямой от районного центра города Кирово-Чепецк.

## История
Известна с 1671 года как займище Серешки Копосова с 1 двором, в 1764 году тут 40 жителей. В 1873 году здесь (займище Сергея Копосова или Шибановы, Шибани) дворов 7 и жителей 47, в 1905 (Шибани) 11 и 65, в 1926 (деревня Шибаны или Сергея Копосова) 31 и 159, в 1950 22 и 98, в 1989 уже оставалось 10 постоянных жителей. Настоящее название утвердилось с 1950 года.

## Население
Постоянное население составляло 4 человека (русские 100%) в 2002 году, 5 в 2010.